# Simmozheim
Simmozheim település Németországban, azon belül Baden-Württembergben. Lakosainak száma 2897 fő (2023. december 31.). Simmozheim Ostelsheim, Althengstett, Weil der Stadt és Bad Liebenzell községekkel határos.

## Népesség
A település népessége az elmúlt években az alábbi módon változott:
| Lakosok száma | 1224 | 1344 | 1548 | 1811 | 2167 | 2564 | 2654 | 2786 | 2874 | 2897 |
|               | 1961 | 1967 | 1974 | 1980 | 1987 | 1993 | 2000 | 2006 | 2013 | 2023 |